# Полярный
Поля́рный — город в Мурманской области России, расположен на берегу Екатерининской гавани Кольского залива Баренцева моря, примерно в 30 км (по прямой) от Мурманска.
Население — 12 154 (2023) чел.
В городе расположен пункт базирования Северного флота. Город входит в состав ЗАТО (закрытое административно-территориальное образование) Александровск, административным центром которого и является. Въезд в город лиц, не проживающих в нём постоянно, допускается только по пропускам.
С 1995 года указом Бориса Ельцина город является Закрытым Административным Территориальным Образованием (ЗАТО).
5 мая 2008 года указом Президента Российской Федерации Полярному присвоено почётное звание Город воинской славы.
15 сентября 2018 года решением Комиссии по общественным наградам при Координационном совете общероссийской общественной организации ветеранов Вооружённых сил РФ по Военно-морскому флоту (ОООВ ВС РФ) город был удостоен общественного ордена «Во славу флота российского» 1-й степени.

## География и климат
Город находится в зоне субарктического климата в тундре. Полярный расположен на берегу Екатерининской гавани на расстоянии 50 км от Мурманска. Высшая точка города — гора Вестник (115 м над уровнем моря).
| Показатель              | Янв. | Фев. | Март | Апр. | Май | Июнь | Июль | Авг. | Сен. | Окт. | Нояб. | Дек. | Год |
| ----------------------- | ---- | ---- | ---- | ---- | --- | ---- | ---- | ---- | ---- | ---- | ----- | ---- | --- |
| Средняя температура, °C | −7,7 | −7,8 | −4,5 | −0,5 | 4,2 | 8,5  | 12,3 | 11,2 | 7,6  | 2,0  | −3    | −5,3 | 1,4 |
| Источник:               |      |      |      |      |     |      |      |      |      |      |       |      |     |

## История

### Проект и строительство

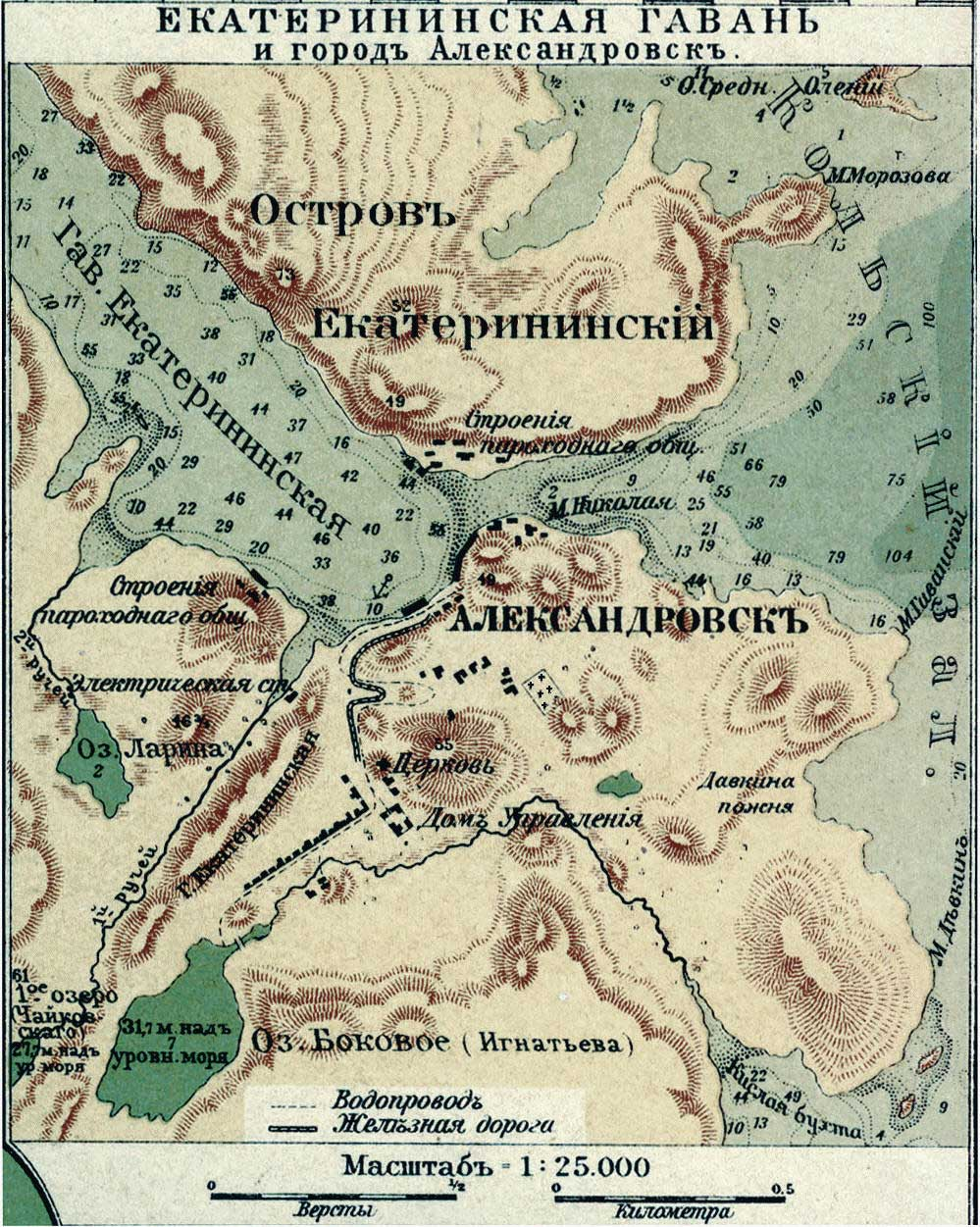
Екатерининская гавань и город Александровск в настольном атласе А. Ф. Маркса, 1903 год

В конце 1880-х годов у Российской империи появилась потребность в строительстве на Баренцевом море незамерзающего порта. Причиной такого решения Морского ведомства Российской империи послужило активное развитие германского флота и ожидание окончания сооружения немцами Кильского канала, соединившего Балтийское и Северное моря, а также невозможность в зимнее время осуществить вывод судов из Финского залива в случае войны с Великобританией.
Летом 1894 году с целью поиска места для строительства незамерзающего порта граф Сергей Витте, занимавший в то время пост министра финансов Российской империи, направился в путешествие по приморским районам Архангельской губернии и определил местом строительства Екатерининскую гавань. Об увиденном он позже написал в своих воспоминаниях: «Такой грандиозной гавани я никогда в своей жизни не видел; она производит ещё более грандиозное впечатление, нежели Владивостокский порт и Владивостокская гавань».
По результатам посещения Кольского полуострова граф Витте предложил Александру III построить в Екатерининской гавани военно-морскую базу, а также провести железную дорогу и построить электростанцию. Тем не менее 1 ноября 1894 года Александр III скончался. Проект был позже отклонён императором Николаем II, что министр счёл «злополучным решением», «несчастным» и «легкомысленным» шагом.
Однако после отказа императором в строительстве военно-морского порта в мурманских землях граф Витте внёс на Государственный совет Российской империи следующее предложение: «В видах правильного развития нашей торговли на Севере и ослабления её зависимости от иностранных купцов, следует безотлагательно приступить к устройству на Мурманском берегу удобного для стоянки судов коммерческого порта, который вместе с тем служил бы и административным центром». Предложение было одобрено 8 апреля 1896 года. Таким образом, было принято решение о строительстве коммерческого порта и уездного города Александровска-на-Мурмане на берегу Екатерининской гавани.
Руководство стройкой было поручено губернатору Архангельска А. П. Энгельгардту, летом 1896 года было выбрано место для строительство города, начались заказ и завоз материалов. Строительство вели русские и норвежские рабочие, норвежцев было вчетверо меньше. 27 октября 1897 года было подписано постановление о строительстве в Александровске государственной больницы с родильным отделением. За 1897 год были построены 30 зданий общественного назначения, в 1898 году уездное управление было перенесено из Колы в Екатерининскую гавань.

### Александровск
Строительство самого города было совершено в кратчайшие сроки — в течение трёх лет. Николай II утвердил мнение Государственного совета о присвоении городскому поселению и порту при Екатерининской гавани названия «Александровск» и переименовании Кольского уезда Архангельской губернии в Александровский в честь императора Александра III. Официальное открытие города состоялось 24 июня (6 июля) 1899 года в присутствии великого князя Владимира Александровича.
Город насчитывал 500 жителей. Судя по именному перечню лиц, похороненных на кладбище Александровска в 1899—1920 гг., в число первых жителей входили чиновники, колонисты Платоновки и Екатерининской гавани, выходцы из бывшего уездного центра Колы, северных губерний Европейской России. К началу XX века в городе была построена православная церковь, школа и порт, железнодорожные пути от причалов к складам; город был хорошо обустроен, освещён электричеством собственной электростанции.
В 1899—1908 годах в Александровске базировалась Мурманская научно-промысловая экспедиция, возглавлявшаяся сначала Н. М. Книповичем, затем Л. Л. Брейфтусом.

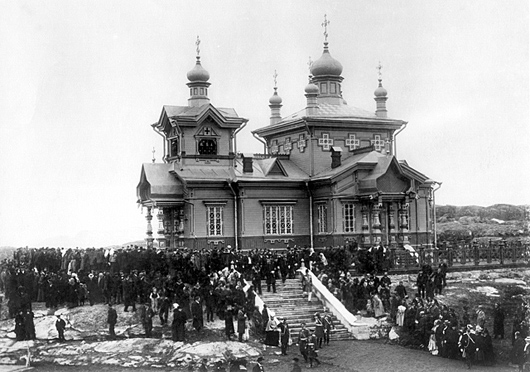
Торжественное открытие г. Александровска-на-Мурмане 24 июня 1899 года.
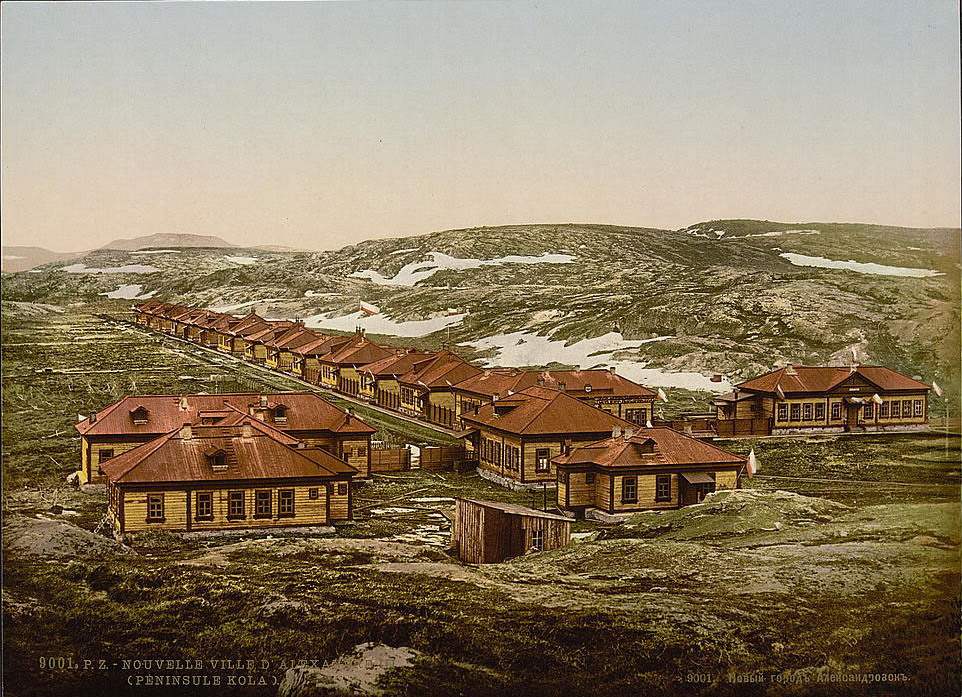
Вид на Александровск-на-Мурмане. Открытка начала XX века.
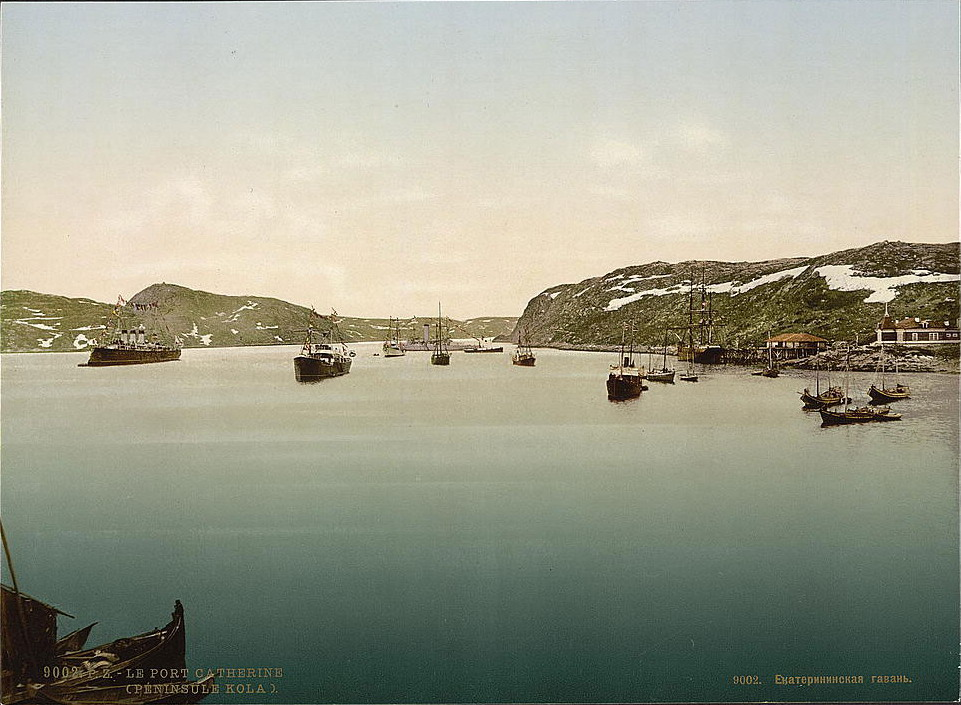
Корабли в Екатеринской гавани. Открытка начала XX века.
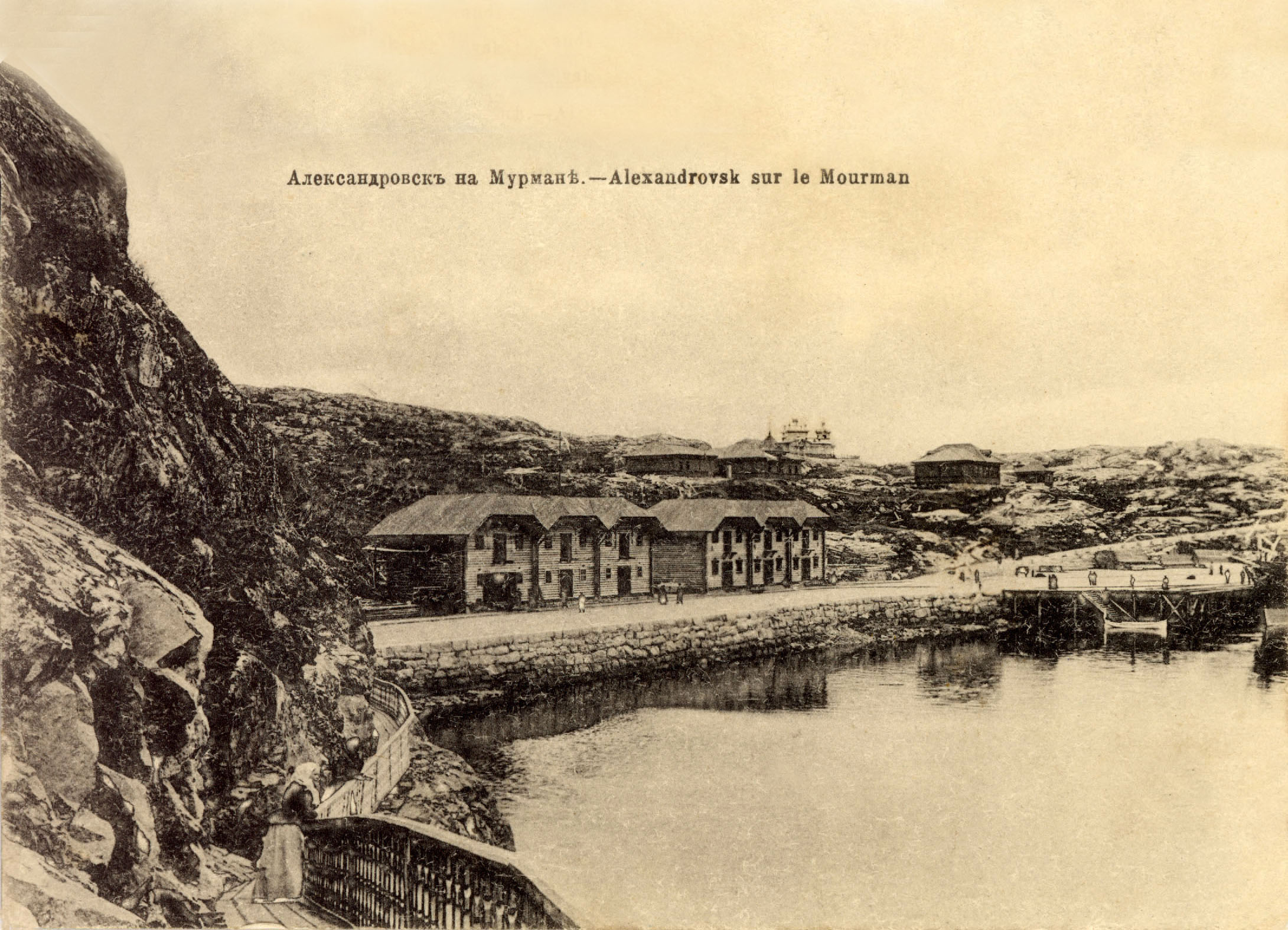
Александровск-на-Мурмане, вид на набережную. Открытка начала XX века.

После высадки на Севере России иностранных войск и падения советской власти в Архангельске 2 августа 1918 года было образовано Верховное управление Северной области. 15 сентября 1918 года Мурманский край, в том числе Александровский и Кемский уезды, был включен в состав Северной области.
В феврале 1920 года, после известия от губернское земства о прекращении войны с Советской Россией и разоружении белых войск, председатель Александровской уездной земской управы В. В. Ушаков произвел переворот.
I съезд Советов Александровского уезда 24 марта 1920 года принял решение о переименовании Александровского уезда в Мурманский уезд, поскольку фактически уездным городом к этому времени являлся Мурманск. Однако ВЦИК это решение не утвердил, и в течение пятнадцати месяцев уезд имел два названия: в губернских и уездных документах он именовался Мурманским, а в документах центральных органов употреблялось старое название — Александровский уезд.
1 июня 1920 года постановлением Мурманского уездного исполнительного комитета были образованы Александровская и Ловозерская волости.
Декретом ВЦИК от 13 июня 1921 года Александровский (он же Мурманский) уезд был исключён из состава Архангельской губернии и преобразован в Мурманскую губернию с центром в Мурманске.
15 марта 1926 года решением ВЦИК Александровск потерял статус города и стало селом Александровским. В 1927 году была упразднена Александровская волость, Александровское стало центром Александровского района в составе Мурманского округа.

### Полярный

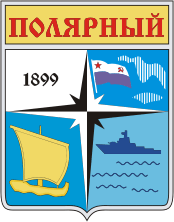
Герб (1990)

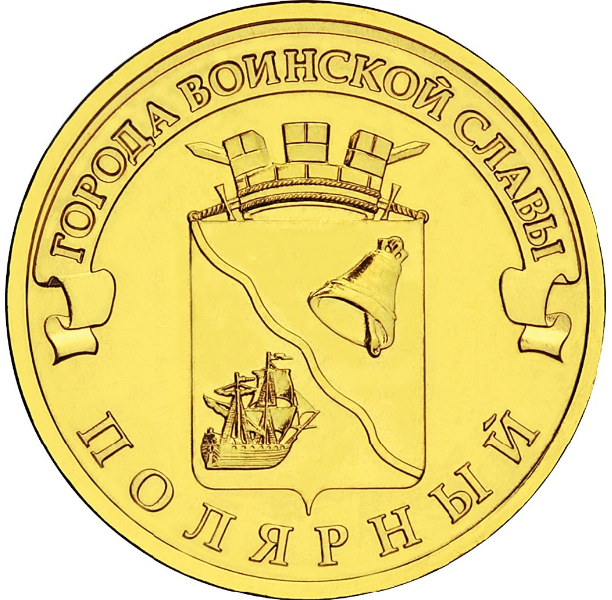
Памятная монета Банка России номиналом 10 рублей (2012) из серии «Города воинской славы»

11 марта 1931 года постановлением президиума Ленинградского облисполкома село Александровское было переименовано в Полярное, район был назван Полярным. В 1930-е годы он имел статус финского национального района.
2 июля 1933 года группа командиров управления ВМС РККА во главе с начальником ВМС РККА В. М. Орловым на гидрографическом судне «Мороз» произвела осмотр Кольского залива с целью выбора мест для строительства баз и оборонительных сооружений флотилии. 22 июля партийно-правительственная комиссия в составе И. В. Сталина, К. Е. Ворошилова, С. М. Кирова прибыла по железной дороге в Мурманск и на буксирном пароходе «Буревестник» осмотрела побережье от Мурманска до мыса Сеть-Наволок, посетив Росту, Ваенгу и Екатерининскую гавань.
7 июня 1934 года Совет труда и обороны СССР принял постановление «О развитии военно-морских баз и аэродромов морских сил Севера». Основной операционной базой Северной военной флотилии утверждался посёлок Полярный, тыловой базой — губа Ваенга (ныне Североморск), судоремонтной — город Мурманск. Наркомвоенмору предписывалось разработать план строительства, исходя из объёма и стоимости работ с учетом сроков завершения строительства к 1 января 1939 года. В связи с начавшимся в районном центре Полярного района военным строительством президиум райисполкома 8 декабря 1934 года принял постановление о подготовке к переезду районной администрации из Полярного в Мурманск. К началу 1935 года переезд районных организаций в Мурманск был завершен.
Начавшееся строительство смело все дореволюционные здания — до нашего времени чудом сохранились лишь деревянные склады-пакгаузы на пристани. 6 ноября 1935 года над Полярным были подняты государственный и военно-морской флаги СССР — он стал главной базой Северного флота. Командующим флотом был назначен К. И. Душенов.
В 1935 году в Полярный с Балтийского моря для ремонта кораблей и судов Северного флота была переведена плавмастерская «Красный горн».
11 мая 1937 года Северная военная флотилия была реорганизована в Северный флот.
19 сентября 1939 года указом Верховного Совета РСФСР село Полярное было преобразовано в город областного подчинения Полярный.
В 1939—1940 годы силы Северного флота стало участвовали в Советско-финляндской зимней войне. Силами флота осуществлялась высадка десанта в Петсамо с целью занять богатый никелем регион Петсамо.
В период битвы за Атлантику, ВМБ Полярное была предложена Кригсмарине для базирования там немецких подлодок, чтобы силы немецкого подводного флота могли укрываться там от преследования союзниками, — на тот момент СССР не входил в антигитлеровскую коалицию, — специально для этих целей советская сторона достроила и дооснастила объект. Аналогичная по размерам база была предложена немецкой стороне на Чёрном море. Через Полярное и «Базис Норд» осуществлялась не только стоянка и ремонт немецких судов, но и обход блокады. Сотрудничество нацистского и советского режимов было обнародовано в ходе Нюрнбергского процесса в результате допроса Эрнста фон Вайцзеккера (Н. Зоря, которому предстояло допрашивать Вайцзеккера с советской стороны, погиб при невыясненных обстоятельствах за несколько дней до допроса).
В годы Великой Отечественной войны в Полярном находилась главная база Северного флота Военно-морского флота СССР. В Полярном базировались подлодки КВМФ Великобритании «Трайдент» (командир — Стейден) и «Тигрис» (командир — Бун). После войны главную базу Северного флота перевели в Ваенгу (Североморск).
В 1952 году в городе открыли памятник И. В. Сталину; этот монумент простоял до 1961 года. В 1959 году был открыт кинотеатр «Север».
11 января 1962 года в Екатерининской гавани пункта базирования Полярный на дизель-электрической подводной лодке Б-37 произошёл взрыв. Погибли 59 человек. В результате взрыва была повреждена и затонула находившаяся рядом подлодка С-350, на ней погибло 11 человек.
В период Холодной войны ВМБ Полярное являлась крупнейшим складом вооружения в мире. С неё на Кубу в Сьенфуэгос доставлялось топливо для ядерных реакторов советских АПЛ.
Был некоторое время подчинён североморскому горсовету. В 1974 году в Полярном проживало 17 тыс. жителей.
Одним из последних в начале 90-х в городе вырос микрорайон Боковой, половина домов которого полностью выселены к началу 2000-х. Самый новый дом в полярном — панельный девятиэтажный дом на улице Героев Североморцев. Дата постройки датируется 1993 годом.
Микрорайон Красный горн назван по имени плавучей мастерской, которая дала начало Полярнинскому СРЗ.
В 1989 году городской совет депутатов утвердил генеральный план Полярного.
Сейчас[когда?] в Полярном находится пункт базирования дивизиона тральщиков Северного флота ВМФ России Полярный.
В 2019 году в городе был установлен бюст Александра III.

## Население
| 1901    | 1910    | 1916    | 1926    | 1939    | 1959    | 1970    | 1979    | 1989    |
| ------- | ------- | ------- | ------- | ------- | ------- | ------- | ------- | ------- |
| 294     | ↗524    | ↗1111   | ↘408    | ↗7068   | ↗11 354 | ↗15 321 | ↗20 015 | ↗27 635 |
| 1996    | 1998    | 2000    | 2001    | 2002    | 2005    | 2006    | 2007    | 2008    |
| ↘24 300 | ↘23 200 | ↘21 100 | ↘20 300 | ↘18 552 | ↘17 600 | ↘17 200 | ↘16 800 | ↘16 500 |
| 2009    | 2010    | 2011    | 2012    | 2013    | 2014    | 2015    | 2016    | 2017    |
| ↘16 207 | ↗17 293 | ↗17 301 | ↗17 383 | ↘17 128 | ↘17 053 | ↗17 070 | ↗17 296 | ↗17 568 |
| 2018    | 2019    | 2020    | 2021    | 2023    |         |         |         |         |
| ↗17 650 | ↘17 605 | ↘17 494 | ↘12 293 | ↘12 154 |         |         |         |         |

На 1 января 2025 года по численности населения город находился на 855-м месте из 1124 городов Российской Федерации.

## Экономика
Экономика города представлена такими предприятиями, фирмами и учреждениями, как:
- АО «10-й судоремонтный завод». На 10-м СРЗ работает пункт первичной переработки радиоактивных отходов (ППП РАО), предназначенный для первичной переработки и хранения твёрдых радиоактивных отходов, накопленных и образующихся на судоремонтных заводах и базах Северного флота после вывода из эксплуатации и утилизации АПЛ;
- портопункт Кислая;
- гостиница «Чайка»;
- ресторан «Парус».

Банковская система представлена такими банками как «Сбербанк России», ВТБ24, «Россельхозбанк», «Восточный экспресс».
В городе предоставляют свои услуги:
- Почта России (почтовые индексы 184650, 184651, 184653),
- ПАО «Ростелеком»,
- ПАО «МегаФон»,
- ПАО «МТС»,
- ПАО «ВымпелКом»,
- ПАО Tele2.

## Здравоохранение
Медицинские учреждения:
- филиал 5 ФГКУ «1469 ВМКГ» МО РФ (военно-морской госпиталь)
- городская больница (филиал МЧС № 5 ФГБУЗ «ЦМСЧ № 120 ФМБА России»);
- городская поликлиника;
- детская поликлиника;
- женская консультация;

## Образование
В городе две средние школы и одна гимназия.
Кроме того действует «Детско-юношеская спортивная школа имени дважды Героя Советского Союза В. Н. Леонова», куда входят: спортивно-оздоровительный комплекс «Каскад» с двумя чашами бассейна и пять залов для игровых видов спорта, физкультурно-спортивный комплекс «Канск», лыжная база с лыжной трассой, горнолыжная база, хоккейный клуб «Авангард», футбольный стадион.
Также действуют центр дополнительного образования детей и детская школа искусств.
Действует филиал Мурманского Арктического Университета.

## Главы Администрации
1. Любимников Петр Семенович (1947—2017) Был мэром города с 1991 по 2002 год. Переизбрался на выборах в 1996 году. Почётный житель города Полярный.
2. Черепов Владимир Александрович (1954) Был мэром с 2002 по 2010 год. Переизбран в результате выборов в 2006 году. Почётный житель города Полярный.
3. Сулаева Вера Владимировна (1966) Являлась главой администрации с октября 2013 по сентябрь 2018 года. Ныне директор Школы № 1 имени Погодина в городе Полярный.
4. Кауров Семён Михайлович (1972), был избран депутатами ЗАТО Александровск. Был главой администрации с 2018 по 2021 год.
5. Мазитов Ильяс Аюпович (1973), является главой администрации с ноября 2021 года. До этого возглавлял администрацию ЗАТО Видяево.

## Культура

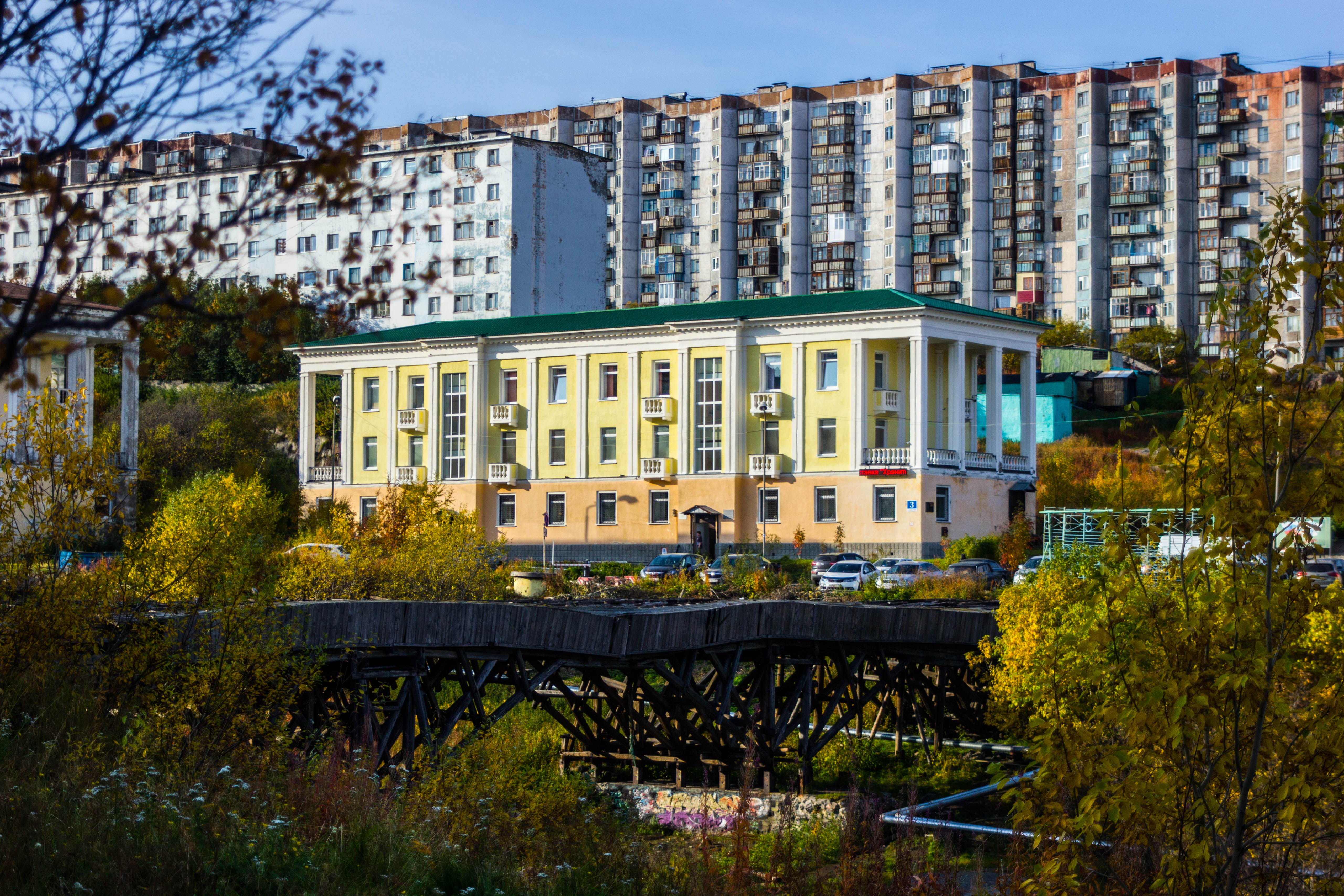
Здание городского историко-краеведческого музея.

Городской историко-краеведческий музей расположен на улице Моисеева в здании 1938 года постройки.
Работают городской центр культуры «Север», централизованная библиотечная система, объединяющая пять городских библиотек.
Дом офицеров флота стоит в полуразрушенном состоянии — предполагается создать на его базе торговый центр. Пережил несколько пожаров.

## Средства массовой информации
Выходила газета «Екатерининская гавань».
Телевидение
Телевизионное и радиовещание в г. Полярный обеспечивается эфирными и кабельными операторами. Эфирное телевизионное вещание осуществляет филиал РТРС «Мурманский ОРТПЦ». В общественном доступе находятся пакеты эфирного цифрового телевидения (мультиплексы) РТРС-1 и РТРС-2. Региональные врезки ГТРК Мурман выходят в цифровом пакете РТРС-1 на каналах Россия 1, Россия 24 и Радио России, региональные врезки ТВ-21+ на канале ОТР. Телевизионный передающий центр в городе отсутствует, охват цифровым эфирным телевизионным вещанием города обеспечивает объект ЦНТВ «Снежногорск» на 21 ТВК (РТРС-1) и 31 ТВК (РТРС-2). В отдельных районах города расположенных на возвышенностях возможен прием с объектов ЦНТВ «Мурманск» и «Североморск» (23 и 44 ТВК).
Вещание в кабельных сетях осуществляют операторы: Ростелеком, ООО «Компакт».

## Достопримечательности
Полярный был основан в 1899 году, но старых построек в городе почти не осталось. Самая старая постройка — склады (лабазы) на территории базы 161-й бригады подводных лодок Кольской флотилии разнородных сил. Они были построены в конце XIX — начале XX века.

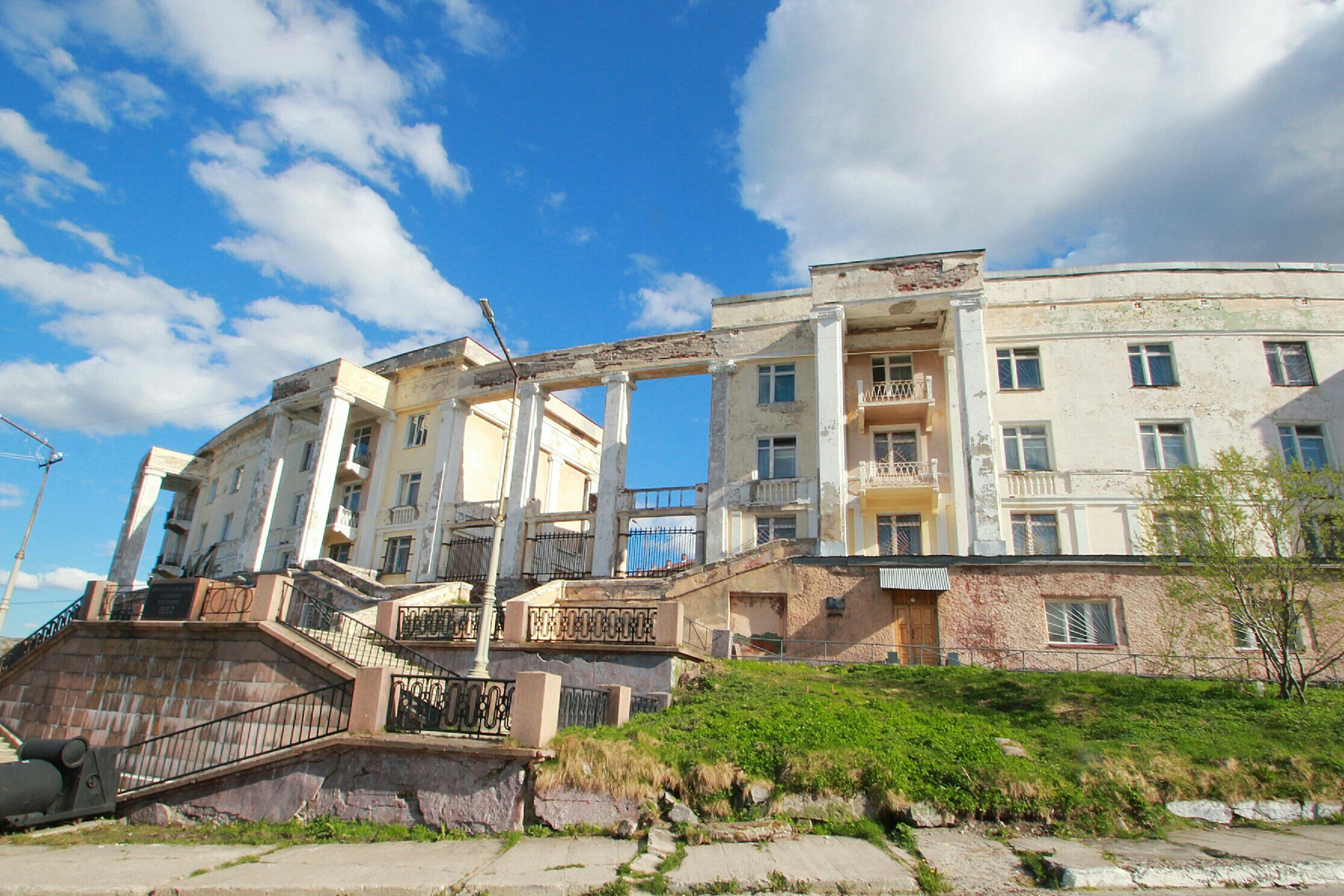
Циркулярный дом

В 1937 году был построен Циркульный дом. Его возвели, когда в Полярном создавалась главная база Северной военной флотилии.
В 1938 году были построены ещё два каменных дома. В одном из них сейчас располагается городской историко-краеведческий музей, который открылся в 1999 году. Рядом с музеем располагается музей военной техники. Он был открыт в 2000 году на месте старого Дома офицеров флота.
В 1999 году был построен храм Николая Чудотворца Русской православной церкви (Североморская епархия).
Мемориальный комплекс «Морская Душа» был открыт при въезде в город в 2003 году. На открытии присутствовали мэр города Полярный — Черепов Владимир Александрович, Губернатор Мурманской Области, а также министр обороны Сергей Иванов.
В 2010 году сооружена стела «Город воинской славы».

## Топографические карты
- Лист карты R-36-XXVII,XXVIII Мурманск. Масштаб: 1 : 200 000.
- Лист карты R-36-В,Г Кольский полуостров (северо-западная часть). Масштаб: 1 : 500 000. Состояние местности на 1967-1980 год.

## Галерея

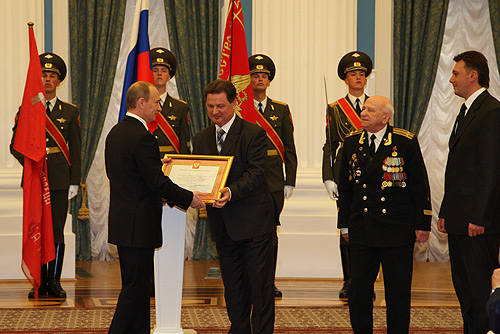
Президент РФ В. В. Путин вручает городу звание «Город воинской славы». 2008 год.
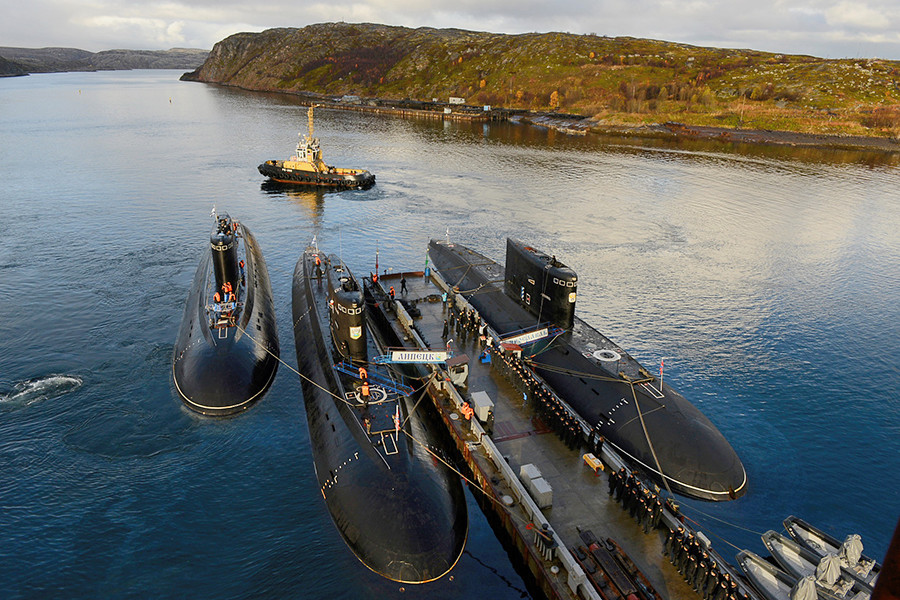
Подводные лодки 161-й БрПЛ в Екатерининской гавани.
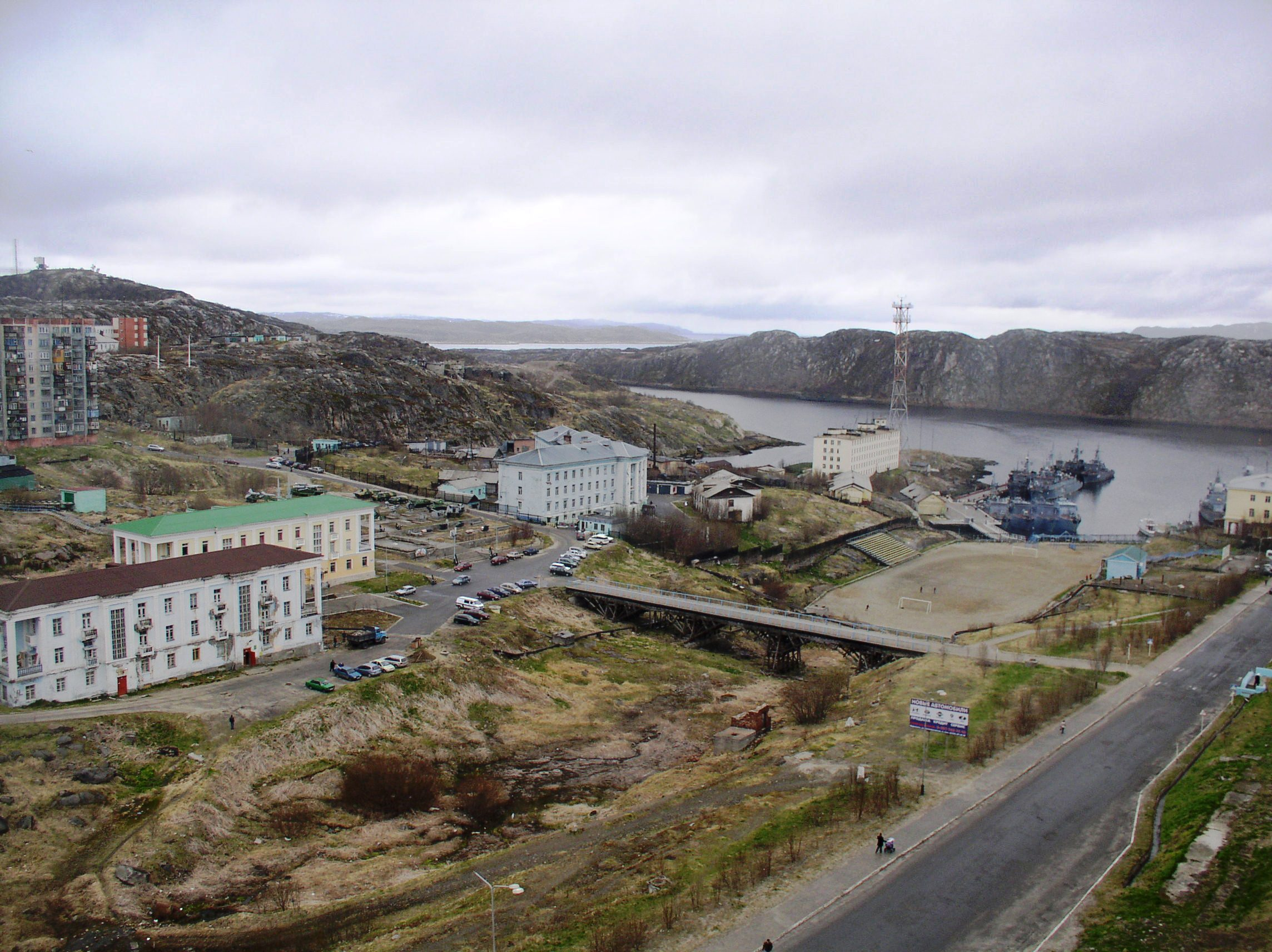
Одни из первых каменных домов в городе. Вид на гавань и корабли.
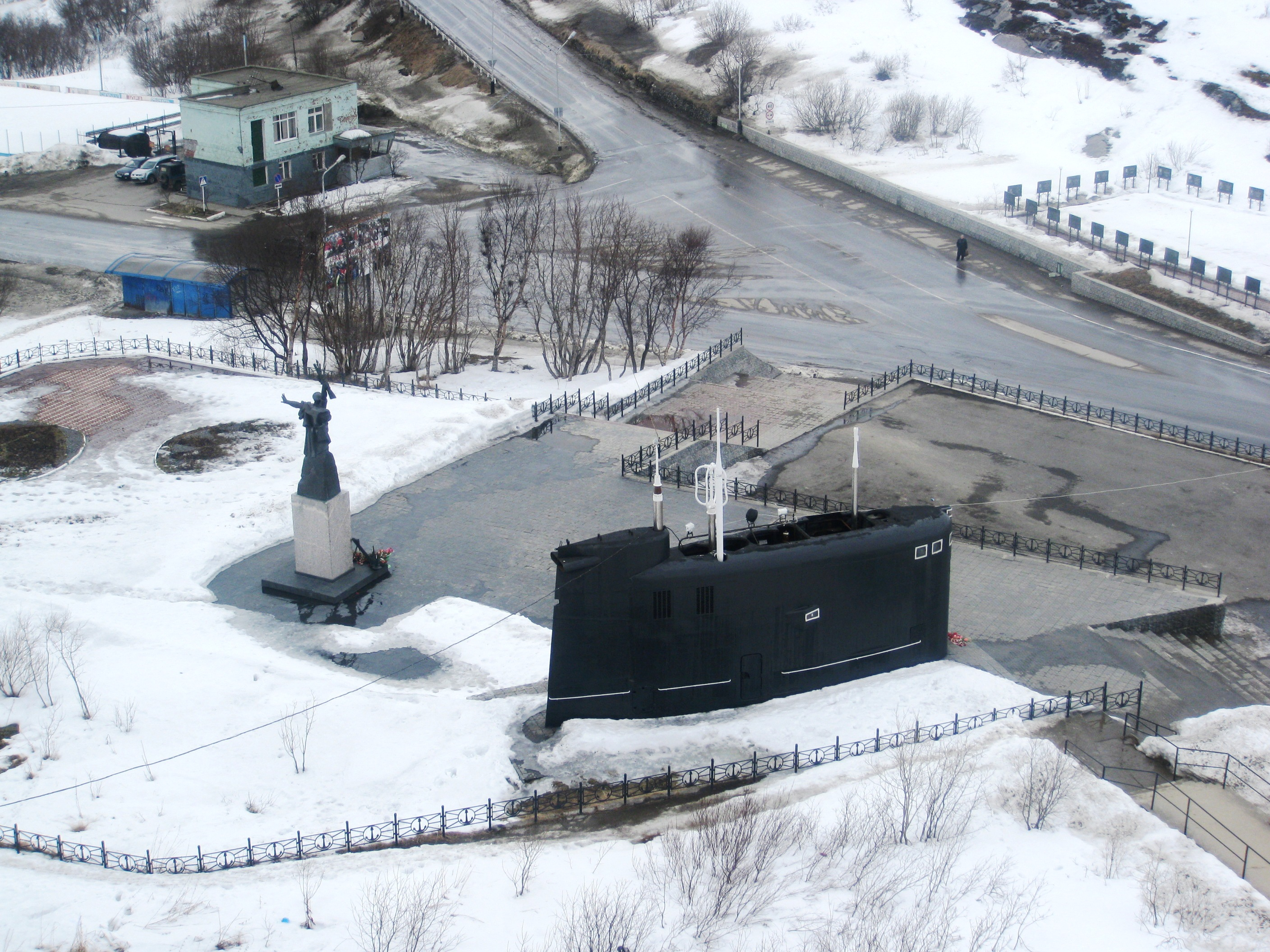
Мемориал «Морская душа». Открыт 26 июля 2003 года.